# Michiel Blanchart
Michiel Blanchart (nascut el 1993) és un director de cinema i guionista belga.
Blanchart va néixer de pare való i mare flamenca. Va completar els seus estudis secundaris a França, on va obtenir un batxillerat literari. Més tard va estudiar cinema a l'Institut des Arts de Diffusion (IAD) de Louvain-la-Neuve, Bèlgica.
Va fer el seu debut com a director el 2024 amb La nuit se traîne, una pel·lícula ambientada durant una sola nit amb el teló de fons d'una protesta de Black Lives Matter a Bèlgica. Blanchart va coescriure la pel·lícula amb Gilles Marchand. La pel·lícula va ser ben rebuda per la crítica i va guanyar el Premi André Cavens a la millor pel·lícula de l'Associació de Crítics de Cinema de Bèlgica. Va rebre onze nominacions als 14ns Premis Magritte, guanyant-ne deu, incloent el Millor Pel·lícula, Millor Primera Pel·lícula i Millor Director per Blanchart, que ostenta el rècord de més premis Magritte guanyats per una sola pel·lícula..